# Общество русских дам
«Общество русских дам», «Общество русскихъ дамъ», «Общество русскіхъ дамъ» — галицька москвофільська жіноча організація яка діяла у Львові з 1879 до 1939 року.

## Історія
Товариство було засноване 1879 році галицькою москвофільською письменницею Клавдією Алексович у Львові при церкві Успіння Пресвятої Богородиці. 10 березня 1879 року митрополит Йосиф Сембратович благословив статут товариства.

Клавдія Алексович

Товариство на початку складалося переважно з дружин та дочок членів Ставропігійського інституту, серед яких були: Олександра Шараневич (Дзерович), Леокардія Мончаловська, Феліна Огоновська, Євгенія Павенцька, Марія Савуляк, Стефанія Маркова. Загалом товариство налічувало понад 110 членкинь. Членкині «Общество русских дам» мали культивувати «старорусскиє» звичаї та обряди. На початках своєї діяльності товариство влаштовувало у стінах Ставропіґійського інституту вечори та бали, на які запрошувалися інші представники галицьких москвофілів. Довший час «Общество русскихъ дамъ» очолювала Юстина Ничаєва. 
Товариство мало школу кравчинь, якою керувала Божена Гумецька, чешка за походженням, дружина керівника канцелярії Львівського Ставропігійського інституту.
Перед Першою світовою війною галицьким москвофілам, у тому числі й «Обществу русских дам», допомогу надавали «Карпато-Русский освободительный комитет» у Києві та «Галицко-русское благотворительное общество» у Петербурзі. Також галицькі москвофіли отримували чималі дотації від міністерств внутрішніх справ і фінансів Росії. Проте початок бойових дій призвів до повного припинення діяльності усіх москвофільських організацій на теренах королівства Галичини та Володимирії, та прокотилася хвиля арештів «неблагонадійних» осіб.
У 1914–1915 роках, під час окупації російськими військами Галичини, товариство опікувалося дешевими та безкоштовними їдальнями. У квітні 1915 року за фінансової підтримки «Галицко-русское благотворительное общество» відкрило притулки для дівчат на 50 осіб. Після відступу росіян з Галичини, за ними 9 травня 1915 року до Києва поїхала й значна частина членькинь «Обществу русских дам». 
Після Першої світової війни, за сприяння польських урядовців, у Львові до рук москвофілів у Львові потрапили «Народний дім», львівський навчальний заклад-бурса на вул. Курковій (нині вул. Лисенка, 14), Ставропіґійський інститут, де у його друкарні й був осідок «Общество русских дам». Товариство видавало часопис «Очаг», який щомісяця виходив упродовж 1936–1939 років у Львові, редактор Тетяна Бочарова-Еттінґер (загалом вийшло 38 чисел). При товаристві працювала бібліотека-читальня.
У 1939 році, після «золотого вересня», «Общество русских дам» було заборонене радянською владою.